# Вінник Анатолій Якович
Анатолій Якович Вінник (нар. 15 липня 1936, село Сиротіно Шебекинського району, тепер Бєлгородської області, Російська Федерація) — український радянський діяч, перший секретар (червень 1988 — лютий 1990) Донецького обласного комітету КПУ. Кандидат у члени ЦК КПУ в 1981—1988 р. Член ЦК КПУ в 1988—1990 р. Член Політбюро ЦК КПУ у грудні 1988 — лютому 1990 р. Депутат Верховної Ради УРСР 10—11-го скликань. Народний депутат СРСР у 1989—1991 р.

## Життєпис
Народився в селянській родині.
У 1954 році закінчив Чистяківський гірничий технікум та пішов працювати на шахту № 19 тресту «Чистяковантрацит» міста Торез Сталінської області спочатку електрослюсарем, потім гірничим майстром, механіком дільниці.
У 1960 році закінчив вищі інженерні курси при Дніпропетровському гірничому інституті.
У 1960—1961 роках — помічник начальника дільниці шахти імені Кисельова тресту «Чистяковантрацит», у 1961 році — механік та енергетик шахти імені Лутугіна тресту «Чистяковантрацит» Сталінської області.
У 1961—1964 роках — 1-й секретар Чистяковського (Торезького) міського комітету ЛКСМУ Донецької області.
Член КПРС з 1962 року.
У 1964—1965 роках — 2-й секретар, у 1965—1969 роках — 1-й секретар Донецького обкому ЛКСМУ.
У 1969 — липні 1974 року — 2-й секретар Горлівського міського комітету КПУ Донецької області.
8 липня 1974 — 1979 року — завідувач відділу вугільної промисловості Донецького обласного комітету КПУ.
У 1979—1987 роках — 1-й секретар Макіївського міського комітету КПУ Донецької області.
У грудні 1987 — червні 1988 року — 2-й секретар Донецького обласного комітету КПУ.
У червні 1988 — лютому 1990 року — 1-й секретар Донецького обласного комітету КПУ.
У квітні 1990 — 1991 року — заступник завідувача відділу Держплану Української РСР.
Потім — на пенсії.
Був депутатом Донецької облради багатьох скликань, обирався членом бюро Донецького обкому КПУ.

## Нагороди
- два ордени Трудового Червоного Прапора
- орден «Знак Пошани»
- медалі
- Почесна грамота Президії Верховної Ради Української РСР
- Грамота Президії Верховної Ради УРСР (25.10.1968)